# Corcyrogobius lubbocki
Corcyrogobius lubbocki és una espècie de peix de la família dels gòbids i de l'ordre dels perciformes.

## Morfologia
- Els mascles poden assolir 2 cm de longitud total.[4][5]

## Hàbitat
És un peix marí, de clima tropical i demersal que viu entre 10-30 m de fondària.

## Distribució geogràfica
Es troba a l'Atlàntic oriental: Annobon (Guinea Equatorial) i Ghana.

## Observacions
És inofensiu per als humans.